# Coelurosauravus
Coelurosauravus ist eine Gattung urtümlicher Diapsiden, deren Fossilien in oberpermischen Sedimentgesteinen Madagaskars, Deutschlands und Englands gefunden wurden.

## Merkmale und Lebensweise
Ähnlich wie Kuehneosaurus, Icarosaurus, Sharovipteryx, der erst seit jüngerem bekannte Mecistotrachelos und die rezenten Flugdrachen besaß Coelurosauravus Flughäute, die ihn zum Gleitflug befähigten. Anders als bei all den anderen Gleitreptilien, wurden die Flughäute bei Coelurosauravus jedoch nicht durch Knochen aufgespannt, die bereits bei dessen nicht-gleitfliegenden Vorfahren vorhanden waren (Gliedmaßen oder verlängerte Rippen). Stattdessen handelt es sich bei den 28 Paar gebogener knöcherner Stäbe, die seitlich am Rippenkorb ansetzten, um gänzlich neu entstandene Strukturen. Diese Knochenstäbe wurden in der Haut (dermal) gebildet. Solche Hautknochen kommen bei zahlreichen Reptilien, u. a. Krokodilen, vor. Dort werden sie als Osteoderme bezeichnet und sind zumeist Teil einer Art Panzerung.

## Exemplare, taxonomische Geschichte und Systematik
Seit der Erstbeschreibung des aus den Süßwassersedimenten der madagassischen Sakamena-Formation stammenden Coelurosauravus elivensis im Jahr 1926 durch Jean Piveteau sind dem Taxon Coelurosauravus über zwanzig Fossilexemplare zugeordnet worden. Ein im Kupferschiefer bei Eisleben entdecktes Skelett, das bereits im Jahre 1913 von Otto Jaekel für die Sammlung der Universität Greifswald erworben wurde, beschrieb Johannes Weigelt 1930 als Paleochamaeleo jaekeli. Obwohl das Exemplar Jaekel seinerzeit als „Flugsaurier“ angeboten wurde, deutete Weigelt die Knochenstäbe der Gleitschwingen als zufällig zusammen mit dem Reptilskelett eingebettete Flossenstrahlen eines Quastenflossers. Da der Gattungsname Paleochamaeleo bereits für eine fossile Agamengattung vergeben war, erfolgte später die Umbenennung in Weigeltisaurus jaekeli. Im Jahre 1987 wurden alle Funde von Weigeltisaurus und Coelurosauravus sowie ein ebenfalls 1930 von Weigelt als Gracilisaurus ottoi beschriebenes Exemplar aus dem Kupferschiefer einer Neubewertung unterzogen und in der Gattung Coelurosauravus mit der Typusart Coelurosauravus elivensis vereinigt. Die 1978 aus Madagaskar beschriebene Art Daedalosaurus madagascariensis war bereits 1982 mit C. elivensis synonymisiert worden.
In einer phylogenetischen Analyse wurde Coelurosauravus zusammen mit Longisquama und den Drepanosauriden der Gruppe Avicephala zugeordnet, die außerhalb der Neodiapsida steht. Das heißt, dass Coelurosauravus mit Schuppenreptilien, Krokodilen und Vögeln eher entfernt verwandt ist.
In einer Neubewertung des Typusmaterials von Coelurosauravus (aka Palaeochamaelio, aka Weigeltisaurus) jaekeli wurde 2015 der Synonymisierung von Coelurosauravus und Weigeltisaurus widersprochen und die Gattung Weigeltisaurus, mit Weigeltisaurus jaekeli als Typusart, erneut als gültiges Taxon etabliert. Dieser Einschätzung folgten auch spätere Analysen.

## Trivia
Das mutmaßliche Jagdverhalten des Coelurosauravus wurde 2016 in der französischen Dokumentation Les Mondes Perdus (deutsch: Ausgelöscht) des Fernsehsenders arte rekonstruiert. Nach Ansicht der Filmemacher war Coelurosauravus für das Aussterben der Riesenlibellen der Familie Meganeuridae im Perm mitverantwortlich. Auch in der Fernsehserie Primeval – Rückkehr der Urzeitmonster wird das Tier gezeigt.